# Гаутдейкен
Гаутдейкен (нід. Houtdijken) — селище в нідерландській провінції Утрехт. Входить до муніципалітету Вурден.
Перша згадка про населений пункт датується 1307 роком. Наразі у ньому нараховується близько 20 будинків, включаючи будинок для літніх людей на 12 помешкань.

## Галерея

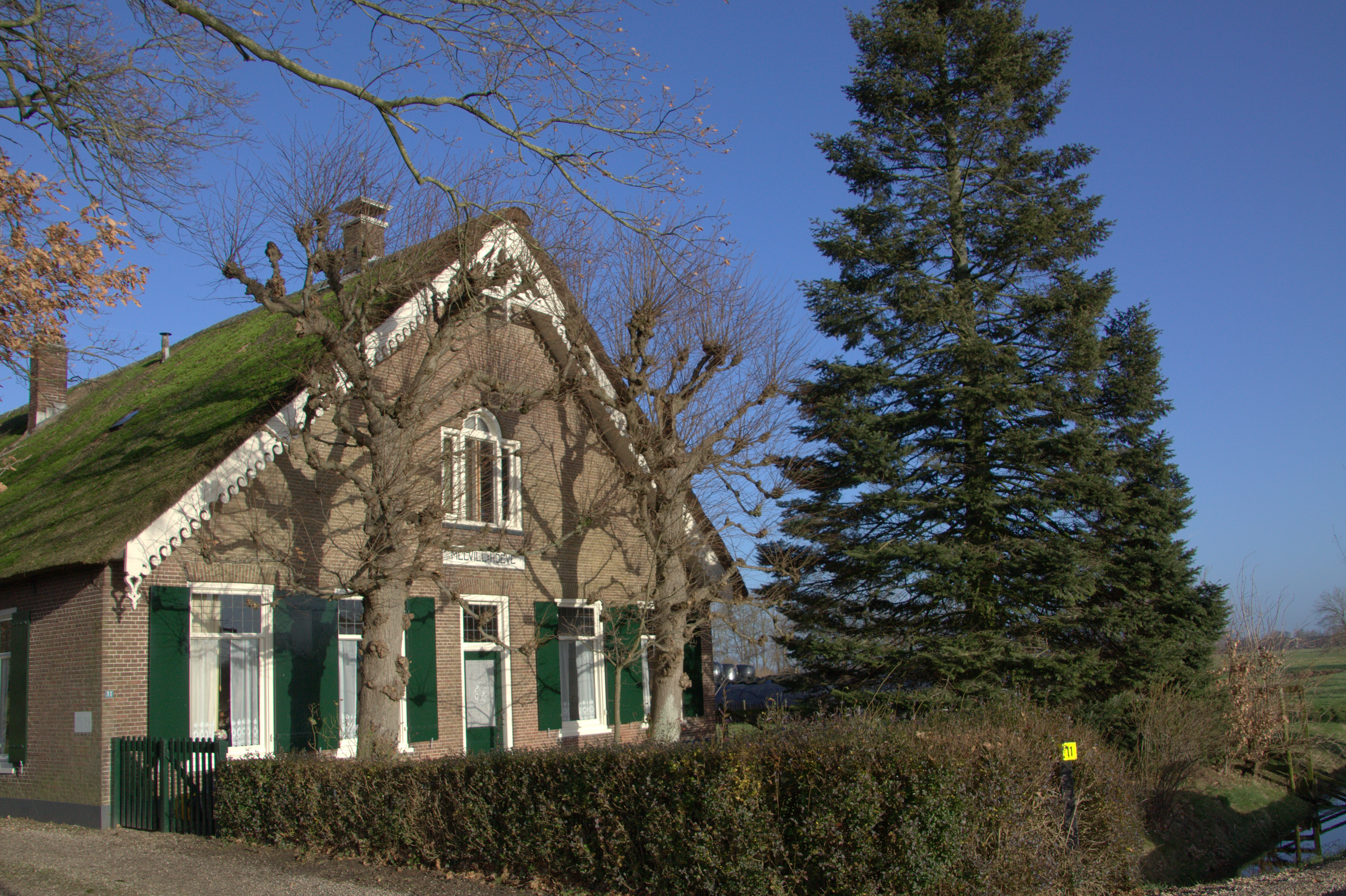
Феріма у Гаутдейкені
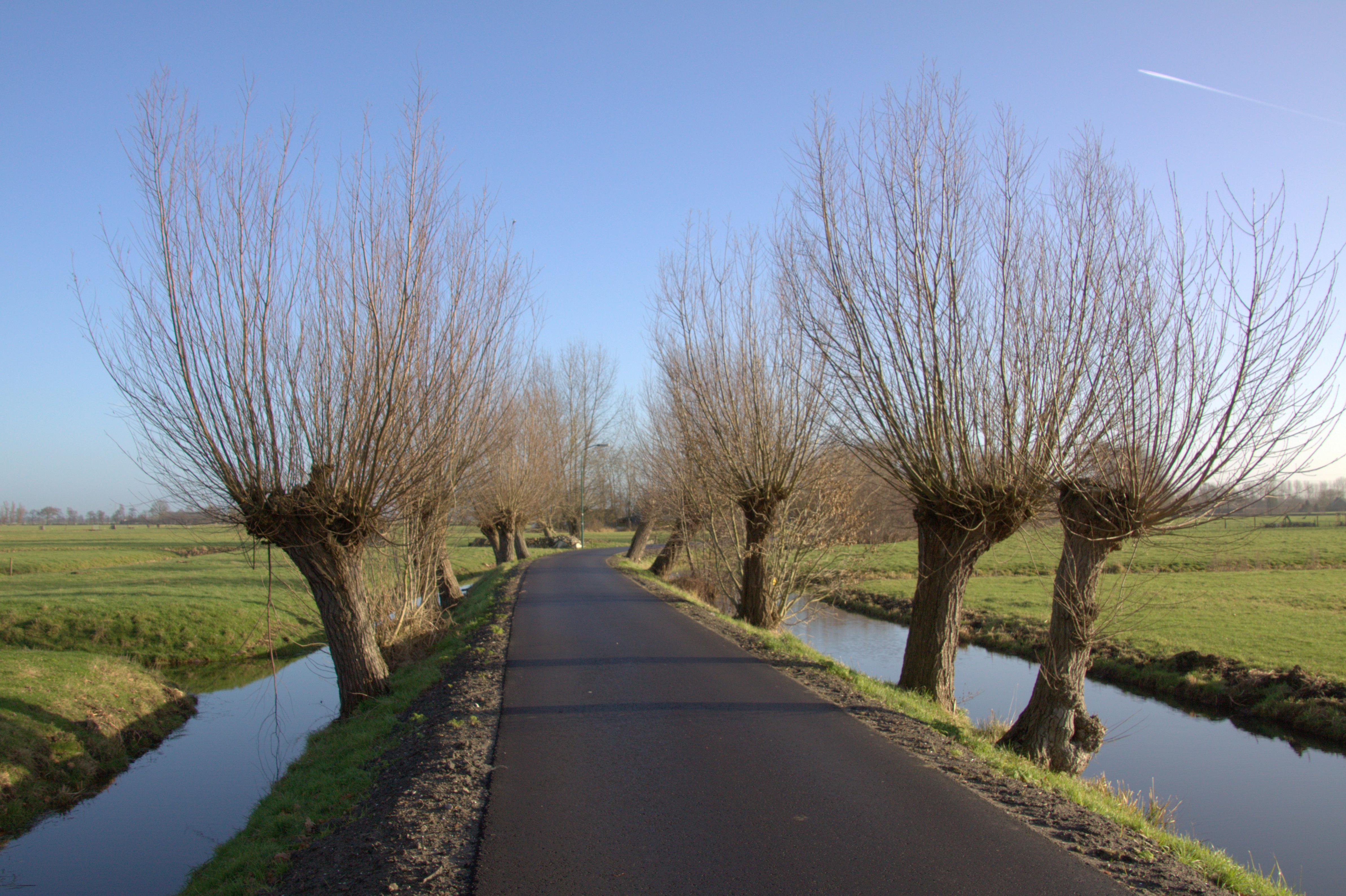
Околиці селища